# Gudrun Ensslin

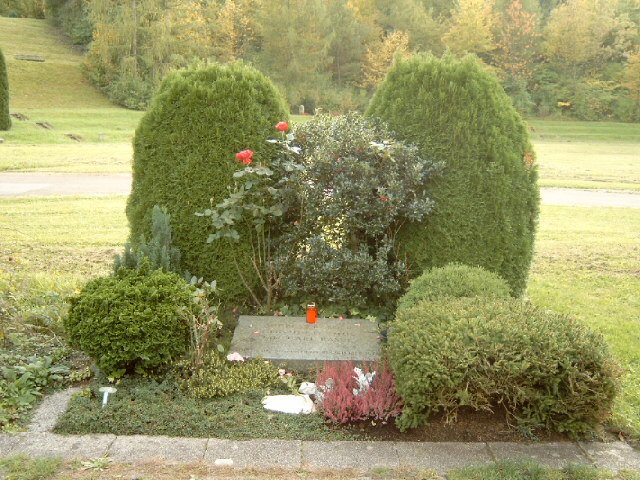
Gudrun Ensslins, Andreas Baaders och Jan-Carl Raspes gemensamma grav på Dornhaldenfriedhof i Stuttgart.

Gudrun Ensslin, född 15 augusti 1940 i Bartholomä, död 18 oktober 1977 i Stuttgart, var en av grundarna av den väpnade organisationen Röda armé-fraktionen (RAF), även känd som Baader-Meinhof-ligan.
Ensslin blev ihop med RAF:s medgrundare Andreas Baader och kom att omsätta dennes anarkistiska idéer i politik. Ensslin betraktas emellanåt som RAF:s intellektuella ledare. Ensslin greps 1972 och dömdes fem år senare till livstids fängelse. Hon dog under den så kallade dödsnatten i Stammheim i oktober 1977.

## Biografi
Gudrun Ensslin var dotter till Helmut (1909–1984) och Ilse Ensslin (1910–1999), född Hummel. Gudrun Ensslin växte upp i orten Bartholomä, där fadern var präst. Mellan 1960 och 1963 studerade Ensslin språkvetenskap och pedagogik i Tübingen. 1964 studerade hon språkvetenskap i Väst-Berlin. Hennes liv kom att förändras när hon träffade Bernward Vesper, och tillsammans blev de alltmer politiskt intresserade. De gifte sig 1965 och grundade bokförlaget Studio für neue Literatur, som dock endast kom att publicera en bok. De fick en son, Felix, innan Ensslin 1968 lämnade Vesper och följde med Andreas Baader till Frankfurt am Main.

### Studentprotester
Ensslin var aktiv i studentprotesterna i Berlin den 2 juni 1967 då pacifisten Benno Ohnesorg sköts till döds av en polisman, som inte dömdes för skottet. Hon ställde sig framför ett av studentorganisationens lokalkontor efter kravallerna och skrek slagord mot den västtyska regimen. Vid ett möte på SDS-Zentrum skrek Ensslin: 
| ”                      | Denna fascistiska stat är ute efter att döda oss allihop. Vi måste organisera motstånd. Våld kan bara besvaras med våld. Detta är Auschwitz-generationen – med dem kan man inte argumentera! | „ |
| – Gudrun Ensslin 1967. | |   |

Med uttrycket ”Auschwitzgenerationen” syftade Ensslin på den tyska generation som byggt Auschwitz och fört våldet och mördandet till sin yttersta spets.
Ensslin var, jämte Ulrike Meinhof, RAF:s ideolog. För Ensslin var inte brukandet av våld ett självändamål. RAF föddes ursprungligen ur den tyska fredsrörelsen, men när polisen i juni 1967, som Ensslin ansåg, "avrättade" pacifisten Ohnesorg, fanns det inte längre några alternativ. Ensslin manade till antiimperialistisk kamp. Hon jämförde nazisternas våld mot judarna med USA:s bombningar i Vietnam. Hon menade, att det i princip inte var någon skillnad mellan det judiska barnet som sprang med händerna över huvudet i Warszawas getto och de vietnamesiska barnen som förtvivlat försökte fly napalmen.
En av Ensslins äldre bröder, Ulrich, studerade till läkare, men tvingades att 1962 avbryta studierna då han blivit allvarligt psykiskt sjuk. Han begick självmord i slutet av 1968.

### Terrorism
Genom våldsaktioner ville RAF visa att den västtyska staten var sårbar. År 1968 försökte Ensslin och hennes pojkvän Baader bränna ner två varuhus i Frankfurt am Main. Efter att ha blivit tillfälligt frigivna 1969 till följd av ett överklagande, flydde de till Paris. När Baader arresterades lyckades hon övertyga sin väninna Ulrike Meinhof att frita honom i maj 1970. Efter fritagningen skapades RAF (Rote Armee Fraktion) med Ensslin och Baader som ledare av gruppen. Fram till våren 1972 var Ensslin en av de drivande bakom RAF:s attentat och bankrån i Västtyskland. Ensslin greps 7 juni 1972 i Hamburg. Hon dömdes därefter i den längsta och dyraste rättegången i Tysklands historia. Inte förrän den 28 april 1977 föll domen mot Ensslin; hon dömdes till livstids fängelse för fyra mord och en rad mordförsök.

### Död
På morgonen den 18 oktober 1977, efter Dödsnatten, påträffades Ensslin och Baader döda i sina celler i högsäkerhetsfängelset Stammheim utanför Stuttgart. Baader sades ha skjutit sig, medan Ensslin sades ha hängt sig genom att ta en elsladd från en högtalare och fästa den i cellfönstrets metallnät. En tredje RAF-medlem, Jan-Carl Raspe, sades också ha skjutit sig, och en fjärde Irmgard Möller ha huggit sig i bröstet med kniv. Inga fingeravtryck hittades på de använda vapnen. Raspe var dödligt sårad och avled senare på sjukhus. Officiellt konstaterades självmord, men redogörelsen för händelseförloppet inbegriper en del märkligheter. Möller överlevde och bedyrar att hon under Dödsnatten utsattes för mordförsök, och att Ensslin, Baader och Raspe mördades med de västtyska myndigheternas goda minne. Även andra av RAF:s sympatisörer hävdade att de tre hade mördats. En fullständig undersökning av dödsfallen kom aldrig till stånd. Då Ulrike Meinhof senare likaså påträffades hängd i sin cell och angavs ha begått självmord, granskades obduktionsrapporten, som visade sig vara svår att få att stämma överens med självmord.

## Filmatiseringar
| År   | Film                       | Regi                  | I rollen som Gudrun Ensslin    |
| ---- | -------------------------- | --------------------- | ------------------------------ |
| 1981 | Die bleierne Zeit          | Margarethe von Trotta | Barbara Sukowa (som Marianne)  |
| 1986 | Stammheim                  | Reinhard Hauff        | Sabine Wegner                  |
| 1986 | Die Reise                  | Markus Imhoof         | Corinna Kirchhoff (som Dagmar) |
| 1997 | Dödsspelet                 | Heinrich Breloer      | Anya Hoffmann                  |
| 2002 | Baader                     | Christopher Roth      | Laura Tonke                    |
| 2008 | Der Baader Meinhof Komplex | Uli Edel              | Johanna Wokalek                |
| 2011 | Motståndets tid            | Andres Veiel          | Lena Lauzemis                  |